# Сухой Ручей (Кувшиновский район)
Сухой Ручей — деревня в Кувшиновском районе Тверской области России. Входит в Тысяцкое сельское поселение.

## География
Деревня находится рядом с рекой Локотейка. Ближайшие населённые пункты — Данково (2 км), Теляково (3 км), Медвежье (3 км).
Расстояние до районного центра: Кувшиново — 14 км. Расстояние до областного центра: Тверь — 94 км. Расстояние до столицы: Москва — 240 км.

## История

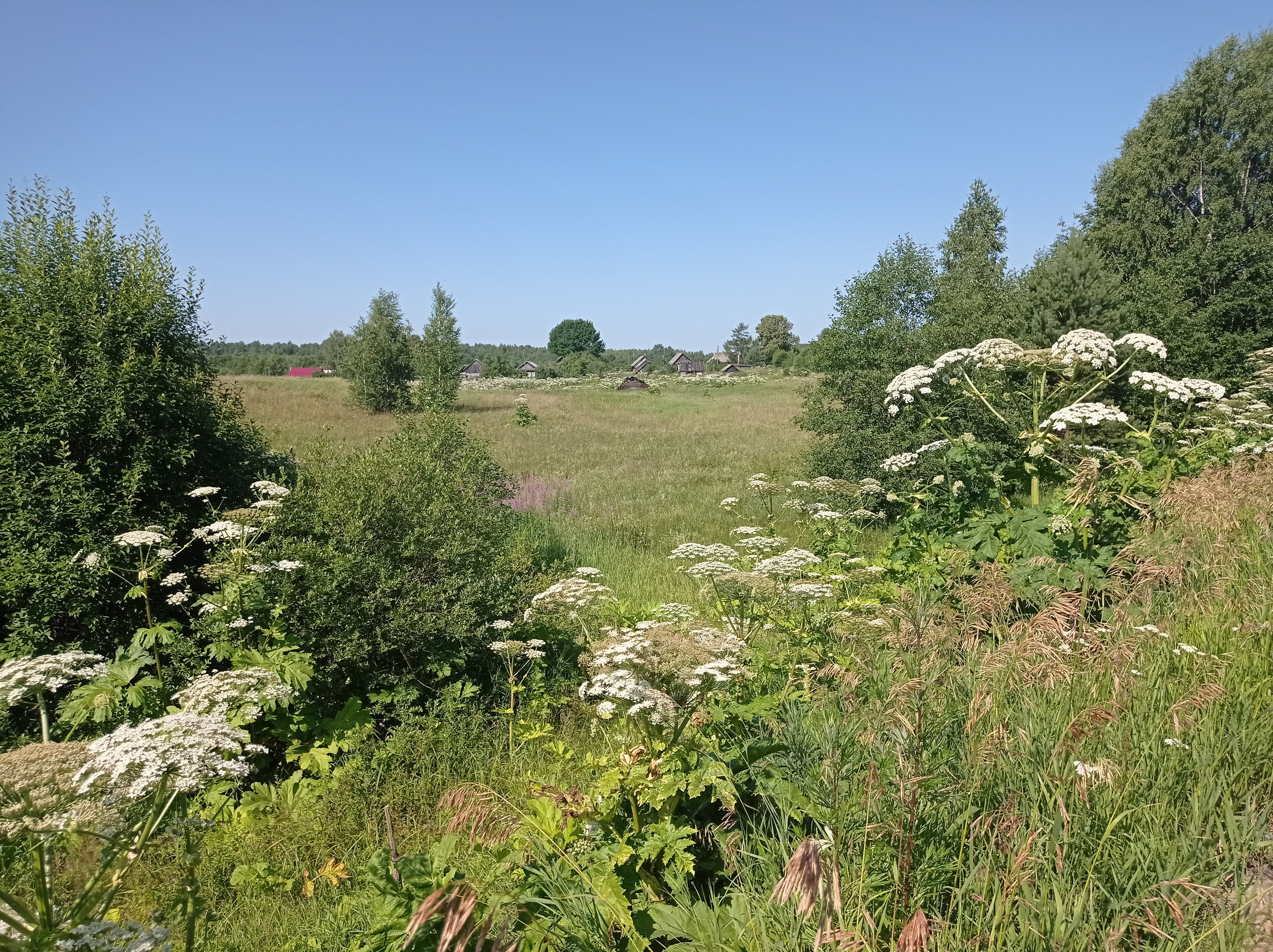
Вид на деревню с дороги

Согласно Закону Тверской области от 17 декабря 2015 года № 119-ЗО, после объединения Тысяцкого, Большекузнечковского, Борзынское и Пеньского сельских поселений деревня вошла в Тысяцкое сельское поселение.

## Население
| 2008 | 2010 |
| ---- | ---- |
| 28   | ↘18  |

## Инфраструктура
Почтовое отделение, обслуживающее Сухой ручей расположено в селе Кувшиново.

## Транспорт
Добраться до деревни можно на автобусе Кувшиново — Тверь или на автомобиле по автодороге 28К-1785 «Торжок — Осташков».